# Sachīn
Sachīn är en ort i Indien.   Den ligger i distriktet Sūrat och delstaten Gujarat, i den västra delen av landet, 1 000 km sydväst om huvudstaden New Delhi. Sachīn ligger 16 meter över havet och antalet invånare är 12 662.
Terrängen runt Sachīn är mycket platt. Runt Sachīn är det mycket tätbefolkat, med 1 463 invånare per kvadratkilometer. Närmaste större samhälle är Surat, 13,2 km norr om Sachīn. Trakten runt Sachīn består till största delen av jordbruksmark.